# Gedenkmedaille zum 50. Geburtstag

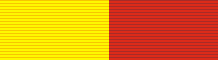
Ordensband

Die Gedenkmedaille zum 50. Geburtstag wurde am 16. August 1956 durch Fürst Franz Josef II. von und zu Liechtenstein anlässlich seines 50. Geburtstages gestiftet und als Anerkennung an In- und Ausländer verliehen.

## Aussehen
Die aus Bronze gefertigte runde Medaille zeigt das nach links gewendete Brustbild des Stifters mit der Umschrift FRANZ JOSEF II. FÜRST VON LIECHTENSTEIN, 1906. 16. VIII. 1956. Rückseitig ist das von einem Fürstenhut überragte Kleine Staatswappen Liechtensteins zu sehen.

## Trageweise
Getragen wird die Medaille an einem roten Dreiecksband mit gelben Randstreifen auf der linken Brustseite.